# Rhein-Flugzeugbau Fanstar
Der Entwurf der Rhein-Flugzeugbau Fanstar war eine viersitzige Weiterentwicklung des Rhein-Flugzeugbau Fanliners für den nordamerikanischen Markt aus dem Jahr 1984. Der Entwurf wurde später aufgegeben und nicht realisiert.

## Geschichte
Der Entwurf des Rhein-Flugzeugbau Fanstar entstand Mitte der achtziger Jahre auf eine Anforderung des Kanadiers Bill Rice, der in Nordamerika die Produktions- und Absatzchancen für den Rhein-Flugzeugbau Fanliner durch die von ihm gegründete Fanstar Partners Inc. untersuchen ließ. Mit Fördermitteln der Provinzregierung von Manitoba plante Rice den Aufbau einer Fanliner-Produktion in Kanada. Abweichend von den beiden Prototypen aus den siebziger Jahren sollte der kanadische Fanliner mit einem Mazda-Wankelmotor ausgerüstet werden. Auch die Verwendung der bei Rhein-Flugzeugbau in der Entwicklung befindlichen Whisper-Fan-Mantelschraube wurde untersucht. Während einer Verkaufstour 1987, bei der Rice den Fanliner II bei nordamerikanischen Flugschulen als Trainingsflugzeug präsentierte, zeigte sich der Bedarf für eine vergrößerte Fanliner-Version mit mehr als zwei Sitzen. Daraufhin entstand bei Rhein-Flugzeugbau der vergrößerte Entwurf des viersitzigen Fanstar 200.
Fanstar Partners gelang es nicht, die notwendige Finanzierung für den Aufbau einer Serienproduktion in Kanada zu realisieren. Nachdem auch MBB kein Interesse an einer Beteiligung hatte, wurde das Fanstar-Projekt Ende der achtziger Jahre aufgegeben.

## Konstruktion
Für den viersitzigen Fanstar 200 griff Hanno Fischer auf die Konstruktion des Rhein-Flugzeugbau Fantrainers zurück, für den im Wesentlichen eine neue, viersitzige Kunststoff-Kabine konzipiert wurde. Wie beim Fantrainer sollten auch beim Fanstar 200 die Kunststoffflügel der LFU-205 verwendet werden. Als Antrieb sollte eine Allison 250-C20B-Turbine mit 420 PS zum Einsatz kommen.

## Technische Daten
| Kenngröße             | Fanstar                                    | Fanstar 200                               |
| --------------------- | ------------------------------------------ | ----------------------------------------- |
| Besatzung/Passagiere  | 2                                          | 4                                         |
| Länge                 | 6,10 m                                     | 6,59 m                                    |
| Spannweite            | 9,61                                       | 9,61 m                                    |
| Höhe                  | 2,03                                       | 2,27 m                                    |
| Flügelfläche          | 13 m²                                      | 13 m²                                     |
| Flügelstreckung       | 7,1                                        | 7,1                                       |
| Leermasse             |                                            | 1140 kg                                   |
| Startmasse            |                                            | 1760 kg                                   |
| Höchstgeschwindigkeit | –                                          | 370 km/h                                  |
| Reichweite            |                                            | 1000 km                                   |
| Triebwerke            | ein Wankelmotor Mazda; 200 PS (ca. 150 kW) | ein Allison 250-C20B; 420 PS (ca. 310 kW) |